# جبل إيسا
جبل إيسا هي مدينة، في أستراليا، تقع في كوينزلاند، هي عاصمة City of Mount Isa ‏، بلغ عدد سكانها 118  نسمة وذلك حسب إحصائيات سنة 2016، رمزها البريدي هو 4825.

## المناخ
يظهر الجدول التالي التغييرات المناخية على مدار السنة لجبل إيسا:
| البيانات المناخية لـجبل إيسا             | البيانات المناخية لـجبل إيسا | البيانات المناخية لـجبل إيسا | البيانات المناخية لـجبل إيسا | البيانات المناخية لـجبل إيسا | البيانات المناخية لـجبل إيسا | البيانات المناخية لـجبل إيسا | البيانات المناخية لـجبل إيسا | البيانات المناخية لـجبل إيسا | البيانات المناخية لـجبل إيسا | البيانات المناخية لـجبل إيسا | البيانات المناخية لـجبل إيسا | البيانات المناخية لـجبل إيسا | البيانات المناخية لـجبل إيسا |
| الشهر                                    | يناير                        | فبراير                       | مارس                         | أبريل                        | مايو                         | يونيو                        | يوليو                        | أغسطس                        | سبتمبر                       | أكتوبر                       | نوفمبر                       | ديسمبر                       | المعدل السنوي                |
| ---------------------------------------- | ---------------------------- | ---------------------------- | ---------------------------- | ---------------------------- | ---------------------------- | ---------------------------- | ---------------------------- | ---------------------------- | ---------------------------- | ---------------------------- | ---------------------------- | ---------------------------- | ---------------------------- |
| الدرجة القصوى °م (°ف)                    | 45.9 (114.6)                 | 43.5 (110.3)                 | 41.9 (107.4)                 | 38.6 (101.5)                 | 37.8 (100.0)                 | 34.3 (93.7)                  | 35.2 (95.4)                  | 36.4 (97.5)                  | 39.5 (103.1)                 | 42.5 (108.5)                 | 43.9 (111.0)                 | 45.1 (113.2)                 | 45.9 (114.6)                 |
| متوسط درجة الحرارة الكبرى °م (°ف)        | 36.4 (97.5)                  | 35.4 (95.7)                  | 34.4 (93.9)                  | 32.0 (89.6)                  | 27.9 (82.2)                  | 24.9 (76.8)                  | 24.8 (76.6)                  | 27.3 (81.1)                  | 31.3 (88.3)                  | 34.7 (94.5)                  | 36.6 (97.9)                  | 37.1 (98.8)                  | 31.9 (89.4)                  |
| متوسط درجة الحرارة الصغرى °م (°ف)        | 23.8 (74.8)                  | 23.3 (73.9)                  | 21.8 (71.2)                  | 18.5 (65.3)                  | 13.9 (57.0)                  | 10.0 (50.0)                  | 8.7 (47.7)                   | 10.2 (50.4)                  | 14.2 (57.6)                  | 18.5 (65.3)                  | 21.5 (70.7)                  | 23.1 (73.6)                  | 17.3 (63.1)                  |
| أدنى درجة حرارة °م (°ف)                  | 15.4 (59.7)                  | 13.1 (55.6)                  | 13.1 (55.6)                  | 6.2 (43.2)                   | 1.8 (35.2)                   | −1.3 (29.7)                  | −2.9 (26.8)                  | −1.1 (30.0)                  | 1.0 (33.8)                   | 6.1 (43.0)                   | 10.3 (50.5)                  | 13.4 (56.1)                  | −2.9 (26.8)                  |
| معدل هطول الأمطار مم (إنش)               | 118.6 (4.67)                 | 100.8 (3.97)                 | 63.1 (2.48)                  | 14.1 (0.56)                  | 12.4 (0.49)                  | 6.5 (0.26)                   | 6.0 (0.24)                   | 3.6 (0.14)                   | 8.5 (0.33)                   | 17.9 (0.70)                  | 38.0 (1.50)                  | 74.9 (2.95)                  | 464.4 (18.29)                |
| متوسط الأيام الممطرة (≥ 1 mm)            | 7.9                          | 7.1                          | 4.0                          | 1.4                          | 1.2                          | 0.7                          | 0.6                          | 0.6                          | 0.9                          | 2.3                          | 4.0                          | 6.0                          | 36.7                         |
| Average afternoon رطوبة نسبية (%)        | 35                           | 38                           | 32                           | 27                           | 29                           | 28                           | 25                           | 20                           | 18                           | 18                           | 22                           | 27                           | 27                           |
| ساعات سطوع الشمس اليومية                 | 8.7                          | 8.8                          | 9.0                          | 9.6                          | 9.4                          | 9.5                          | 9.8                          | 10.4                         | 10.3                         | 10.0                         | 9.7                          | 9.3                          | 9.5                          |
| المصدر: Australian Bureau of Meteorology |                              |                              |                              |                              |                              |                              |                              |                              |                              |                              |                              |                              |                              |

## أعلام
- جايسون هولاند
- سكوت برنس
- باول ماريك
- ويليام بارتون
- هيلين دورهام